# Brigitte Onkanowa
Brigitte Onkanowa est une militaire et femme politique gabonaise, générale de division au sein de la gendarmerie nationale du Gabon. Membre du CTRI, elle est nommée ministre déléguée à la Défense dans le gouvernement de transition instauré après le coup d'État d'août 2023 perpétré par Brice Oligui Nguema. Elle est nommée pleinement ministre de la Défense nationale en janvier 2024. 

## Biographie
Née à Okondja dans le Haut-Ogooué, Brigitte Onkanowa suit une formation militaire. Elle fait toute sa carrière au sein de la gendarmerie gabonaise, où elle gravit les échelons et est promue générale de brigade en 2018, devenant à l'époque la seule femme officier supérieur au sein de ce corps d'armée,.

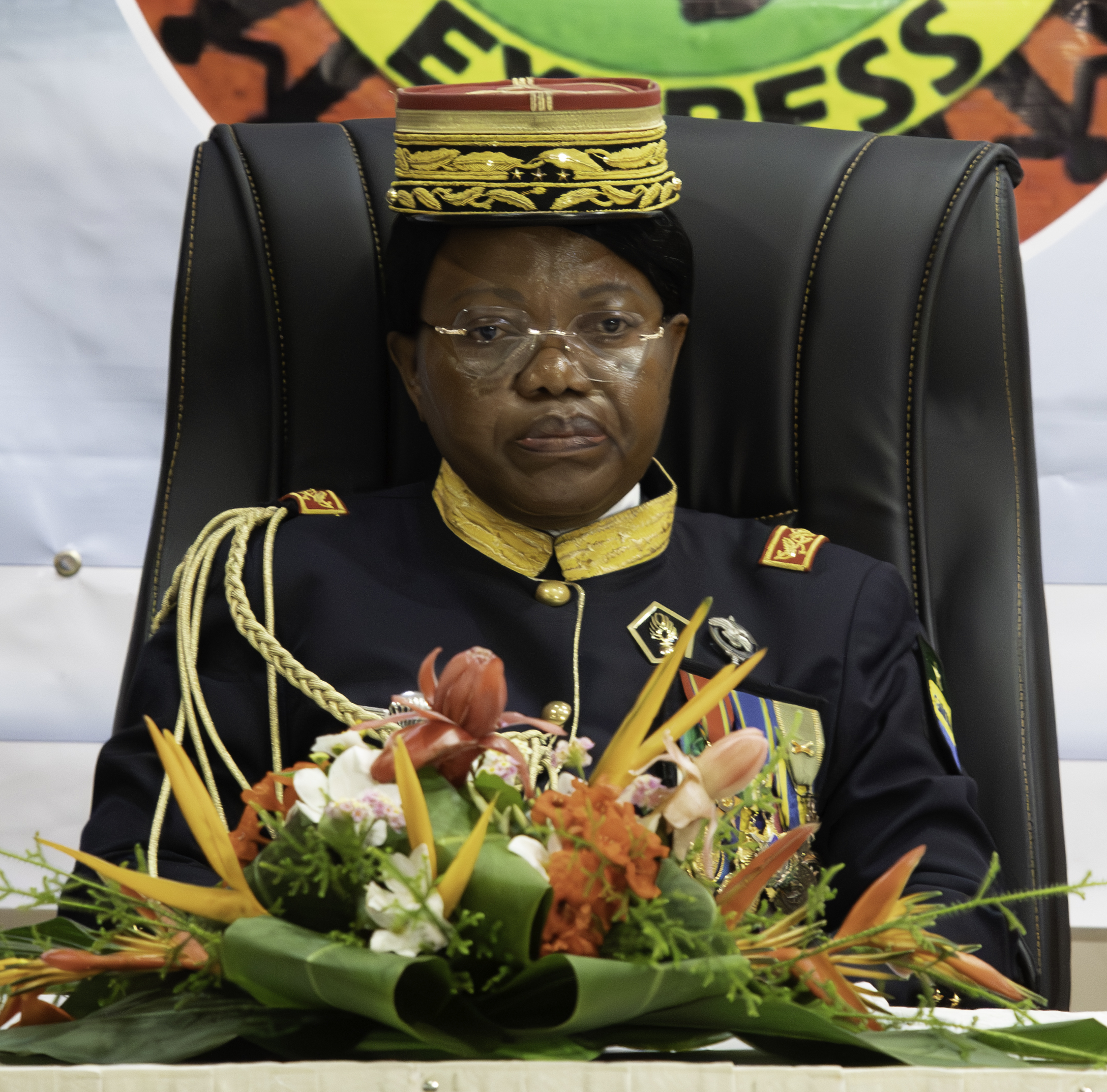
Brigitte Onkanowa en 2024.

Après le coup d'État d'août 2023 perpétré contre Ali Bongo par le militaire Brice Oligui Nguema, Brigitte Onkanowa devient un membre influent du Comité pour la transition et la restauration des institutions (CTRI), la junte militaire mise en place pour gouverner le pays. Elle est alors l'une des seules femmes à faire partie de ce comité très majoritairement masculin.
Après que Brice Oligui Ngema soit devenu Président de la Transition, elle rejoint le 9 septembre 2023 le gouvernement du Premier ministre Raymond Ndong Sima en tant que ministre déléguée auprès du Président, chargée de la Défense nationale. Elle fait alors partie des 6 femmes (sur 20 membres) nommées au sein de ce gouvernement.
Le 2 janvier 2024, Brice Oligui Nguema lui octroie un galon supplémentaire et elle devient générale de division. Le 17 janvier, à la suite d'un remaniement, elle est nommée pleinement ministre de la Défense nationale. Elle devient alors la troisième femme à occuper cette fonction, après Félicité Ongouori Ngoubili et Rose Christiane Ossouka Raponda.
En tant que membre du CTRI, elle est nommée en mars 2024 cinquième vice-présidente du bureau chargé du dialogue national, au sein duquel elle représente la junte militaire.
En juin 2023, elle présente en tant que ministre un décret, adopté par le gouvernement, portant sur la création d'une mutuelle de santé conçue spécialement pour les militaires et leurs familles. 
Après l'élection de Brice Oligui Nguema à la présidence en avril 2025, elle conserve son poste au sein du gouvernement Oligui Nguema nouvellement formé. 